# حشره‌خوار ریوکیو کوچک
 حشره‌خوار ریوکیو کوچک (نام علمی: Crocidura watasei) نام یک گونه از سرده حشره‌خوارهای دندان‌سفید است.